# Pecado

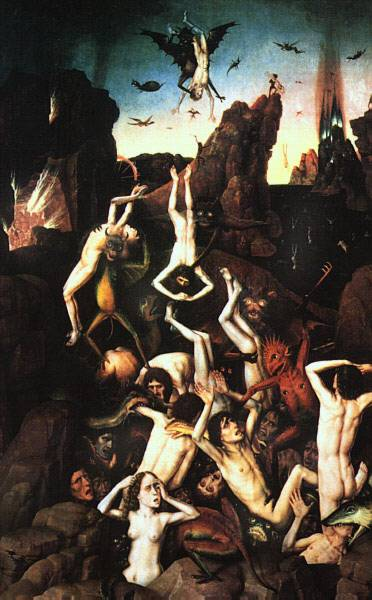
The Fall of the Damned por Dirk Bouts.

El pecado (del latín peccātum) es la transgresión voluntaria y consciente de la ley divina.
En teología moral se lo considera «un acto malo, o la omisión culpable de un acto bueno obligatorio». Por extensión, se denomina pecado a todo aquello que se aparta de lo correcto y justo, o que falta a lo que es debido.

## Origen conceptual
Para los griegos pecado se decía hamartia: ‘fallo de la meta, no dar en el blanco’. Los escritores griegos solían utilizar la forma verbal hamartánō con respecto al lancero que erraba su blanco y, por implicación, aludía al concepto de vivir al margen de un código moral o intelectual tenido por meta ideal, debido a una actitud errónea, consciente o inconscientemente. En tal caso la hamartia o pecado suele ser una desmesura o hybris de algo que realizado armoniosamente es correcto.
En hebreo la palabra común para "pecado" es jattáʼth, חטא que también significa “errar” en el sentido de no alcanzar una meta, camino, objetivo o blanco exacto. En Jueces 20:16 se utiliza la forma verbal jatáʼ en una frase negativa para referirse a los benjamitas como ‘personas que podían tirar piedras con honda a un cabello y no erraban’ (véase también Job 5:24). Igualmente se aplica a desviarse de metas morales, como en Proverbios 8:35,36, que dice que el que halla sabiduría piadosa halla vida, pero ‘el que no alcanza (heb. jatáʼ) la sabiduría le está haciendo violencia a su alma’, pues la lleva a la muerte. En Arameo la palabra para "pecado" es khata.
El concepto religioso aún vigente de pecado como ‘delito moral’ alude a la trasgresión voluntaria de normas o preceptos religiosos. Dado que existen innumerables normas de este tipo, existen innumerables pecados, a los cuales se les asigna mayor, menor o ningún castigo según las distintas creencias.
En los estados confesionales, que tienen una "religión oficial", puede estar penado con la privación de libertad, e incluso de la vida, y en entornos culturalmente pobres, aun en sociedades modernas, se suelen achacar los problemas o accidentes físicos a la comisión de pecados.

## Según el judeocristianismo
La tradición judeocristiana, cuya fuente es la Biblia, ha entendido el pecado, en términos generales, como el alejamiento del hombre de la voluntad de Dios. 
De acuerdo al Tanaj o Antiguo Testamento, esta voluntad está representada por la Ley (Torá), preceptos y estatutos dados por Dios al pueblo de Israel, y registrados en los libros sagrados. 
Aún hoy, para el judaísmo no existe un pecado genérico a manera de naturaleza subyacente en los actos de los hombres, sino solo transgresiones objetivas y concretas (no pensamientos o intenciones del corazón) que se cometen voluntariamente. Por ello, todo pecado puede ser corregido mediante arrepentimiento. En cambio, de acuerdo con el Nuevo Testamento, y la tradición del cristianismo, existe una naturaleza pecaminosa en el ser humano, heredada de la primera transgresión de Adán y Eva.
Esta naturaleza pecaminosa del hombre afecta tanto sus actos como sus pensamientos, y no se puede superar con el solo esfuerzo de seguir la Ley de Dios, por lo tanto, solo mediante la sangre de Jesucristo este pecado genérico del hombre, y las culpas individuales, son expiadas. Esta expiación se hace válida para la persona mediante la fe en Jesucristo y la regeneración espiritual por medio del nuevo nacimiento mencionado en el Evangelio de Juan 3:3-8, y 1.ª Pedro 1:3. Así puede vencerse esta naturaleza, y por ende, anular su efecto condenatorio final, que no su efecto sobre la vida del creyente.[cita requerida]
Las distintas corrientes del cristianismo han elaborado de distinta forma la doctrina que sustenta esta concepción del hombre en lucha permanente contra el pecado, como naturaleza propia, y la victoria sobre él.

### Definición  y clasificación
La Biblia y la tradición eclesiástica definen y se refieren a las diferentes clases de pecados:
El pecado en general, consiste en una transgresión libre y deliberada de la Ley de Dios. Por leve que sea, es pecado cualquier desviación de los mandatos divinos. La naturaleza esencial del pecado es la rebelión contra Dios, y es pecaminoso cualquier acto en el cual la voluntad humana se opone a la voluntad divina conocida ya sea por un mandamiento revelado o por la conciencia sembrada por Dios en cada ser humano. El pecado se ha clasificado de diferentes formas:
- Por razón del autor: se clasifica en pecado original o pecado personal.
- Por relación al acto: se clasifica en pecado habitual (estado típico de un pecador no arrepentido) o pecado actual.
- Por razón de su gravedad: se clasifica en pecado venial o leve, y pecado mortal o grave;
- Por razón de su modo: puede tratarse de un pecado de comisión (acción positiva contra un precepto negativo; por ejemplo, el homicidio), o pecado de omisión (ausencia voluntaria de un acto positivamente mandado; por ejemplo, no honrar al padre y a la madre);
- Por razón de la manifestación: puede ser un pecado externo (si se realiza exteriormente, con la palabra o con los hechos), o un pecado interno (si se consuma en la mente, por ejemplo, el odio).
- Por razón del motivo: puede tratarse de un pecado de ignorancia (si procede de un desconocimiento culpable de la ley), de un pecado de fragilidad (la mayoría de los pecados que proceden de una pasión que solicita al alma, pero que no se calculan: típicamente, según Ambrosio de Milán, las negaciones de Pedro de conocer a Jesús se inscriben en esta clase), o de un pecado de malicia (si se produce por una perversión fría o calculada).
- Por razón del término: puede ser un pecado contra Dios si se opone directamente a los derechos de Dios (por ejemplo, la blasfemia), o un pecado contra el prójimo si se opone al bien del prójimo; o un pecado contra sí mismo, si se opone al bien propio (por ejemplo, el suicidio, la embriaguez, etc.).
- Por razón de su nivel de desorden: puede ser un pecado capital (si es cabeza y origen de otros muchos; la soberbia, la avaricia, la lujuria, la ira, la gula, la envidia y la pereza), un pecado que clama al cielo (aquellos pecados que perturban el orden social, por ejemplo, un homicidio, o la defraudación de los jornales de los obreros, etc.), o pecado contra el Espíritu Santo (en esta categoría se incluye el desprecio a los dones sobrenaturales que retraen del pecado, por ejemplo, combatir la verdad).

### Según la Iglesia católica

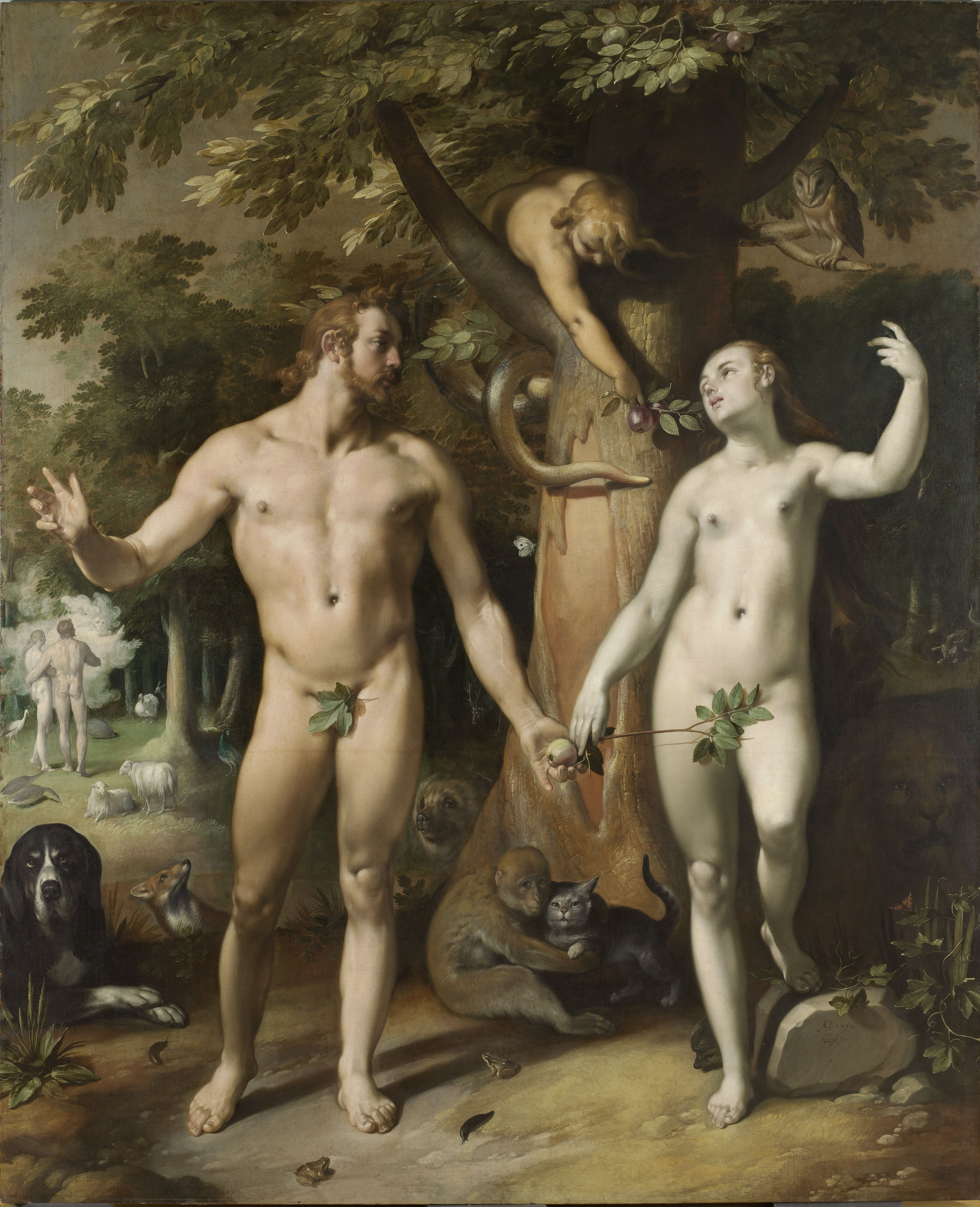
La Caída del Hombre (1592) por Cornelis van Haarlem;
El Pecado original, la expulsión de Adán y Eva para el judaísmo y el cristianismo.

De acuerdo a lo señalado en el Catecismo católico, el pecado es "una falta contra la razón, la verdad, la conciencia recta; es faltar al amor verdadero para con Dios y para con el prójimo, a causa de un apego perverso a ciertos bienes. Hiere la naturaleza del hombre y atenta contra la solidaridad humana. Ha sido definido como ‘una palabra, un acto o un deseo contrarios a la ley eterna’ (S. Agustín, Faust. 22, 27; S. Tomás de A., s. th., 1-2, 71, 6) )" 
Agustín de Hipona define que hay pecado «cuando la soberbia personal ama una parte del todo haciendo de ella un falso todo». José María Cabodevilla señala al respecto:

¿No es acaso cualquier pecado una disgregación? Pecado es, define san Agustín con mucha hondura, amar en la parte una falsa unidad. Erigir la parte en todo, romper los lazos que la mantienen ligada al todo. Por eso el pecado es muerte, porque es amputación. El pecador rompe y se rompe. A la dispersión sigue, como el carro al buey, la destrucción. [...] Quiero amarme. Nada tan natural ni tan necesario. Quiero amarme a mí solo, para que todo el caudal de mi amor se emplee en mí provecho. Nada tan desatinado. Pues no puedo en verdad amarme sino tal y como soy; amarme de otra forma sería una ficción. Yo soy un hombre vinculado a los demás hombres y ligado a Dios [...]
José María Cabodevilla

El pecado se considera "una ofensa a Dios: ‘Contra ti, contra ti solo he pecado, lo malo a tus ojos cometí’ (Salmos 51:6). El pecado se levanta contra el amor que Dios nos tiene y aparta de Él nuestros corazones. Como el primer pecado, es una desobediencia, una rebelión contra Dios por el deseo de hacerse ‘como dioses’, pretendiendo conocer y determinar el bien y el mal (Gen 3:5). El pecado es así ‘amor de sí hasta el desprecio de Dios’ (S. Agustín, civ, 1, 14, 28). Por esta exaltación orgullosa de sí, el pecado es diametralmente opuesto a la obediencia de Jesús que realiza la salvación (cf Flp 2, 6-9)" 
No obstante ello, se asume que en la Pasión, la misericordia de Cristo vence al pecado. "En ella, es donde este manifiesta mejor su violencia y su multiplicidad: incredulidad, rechazo y burlas por parte de los jefes y del pueblo, debilidad de Pilato y crueldad de los soldados, traición de Judas tan dura a Jesús, negaciones de Pedro y abandono de los discípulos. Sin embargo, en la hora misma de las tinieblas y del príncipe de este mundo (Juan 14:30), el sacrificio de Cristo se convierte secretamente en la fuente de la que brotará inagotable el perdón de nuestros pecados".

### El pecado imperdonable
El pecado imperdonable es aquel que, según la Biblia, se comete en contra del Espíritu Santo.

Por eso, os digo, todo pecado y toda blasfemia será perdonada a los hombres, pero la blasfemia contra el Espíritu Santo, no será perdonada. Y si alguno habla contra el Hijo del Hombre, esto le será perdonado; pero al que hablare contra el Espíritu Santo, no le será perdonado ni en este siglo ni en el venidero.
(Mateo 12:31-32)

De cierto os digo que todos los pecados serán perdonados a los hijos de los hombres, y las blasfemias cualesquiera que sean; pero cual quiera que blasfeme contra el Espíritu Santo, no tiene jamás perdón, sino que es reo de juicio eterno.
(Marcos 3:28-29)

A cualquiera que hable mal contra el Hijo del Hombre, le será perdonado, pero a quien blasfemare contra el Santo Espíritu, no le será perdonado.
(Lucas 12:10)

Cabe especificar, que el pecado imperdonable, es aquel que hicieron los fariseos al Espíritu Santo. La blasfemia contra el Espíritu Santo (pecado imperdonable: Los Fariseos clamaban que el Señor estaba poseído por el demonio “Beelzebú” (Mateo 12:24) Ahora, notemos que en Marcos 3:29-30, Jesús es muy específico acerca de lo que ellos cometieron exactamente: “la blasfemia contra el Espíritu Santo”.

## Pecado en otras religiones

### Bahaísmo
En la Fe Bahá'í, los seres humanos son considerados naturalmente buenos (perfectos), fundamentalmente seres espirituales. Los seres humanos fueron creados por el amor inconmensurable de Dios. Sin embargo, las enseñanzas bahá'ís comparar el corazón humano a un espejo que, si se apartó de la luz del sol (es decir, Dios), es incapaz de recibir el amor de Dios.

### Budismo
El budismo no reconoce la idea detrás de pecado, sino que cree en el principio del karma, por lo que el sufrimiento es la consecuencia inevitable de la codicia, la ira y la ignorancia (conocido como los Tres venenos). Si bien no hay equivalente directo del concepto judeocristiano de pecado, el de "maldad" si es reconocido en el budismo. El concepto de la ética budista es consecuencialista en la naturaleza y no se basa en deberes para con una divinidad. Esto lo podemos encontrar desarrollado en el Anantarika-karma.

### Hinduismo
En el hinduismo, el término pecado (papa en sánscrito) se utiliza a menudo para describir las acciones que crean karma negativo por violar los códigos morales y éticos, que automáticamente trae consecuencias negativas. Esto es diferente del concepto de pecado en las religiones judeocristianas en el sentido de que el "pecado" no es un crimen en contra de la voluntad de Dios, sino en contra (1) Dharma, o el orden moral, y (2) el orden propio de uno.

### Taoísmo
En el taoísmo, se considera un "pecado" el realizar acciones que estén en contra del camino del Tao.

### Islam
Los musulmanes ven el pecado (dhanb, thanb ذنب) como algo que va en contra de los mandamientos de Dios (Allah). El islam enseña que el pecado es un acto y no un estado del ser. El Corán enseña que "el alma es ciertamente propensa al mal, a menos que el Señor le conceda su misericordia" y que incluso los profetas no absolverse de la culpa. Se cree que Iblís (Satanás) tiene un papel importante en la humanidad tentadora hacia el pecado.
En el islam, hay varios grados de pecado:
sayyia, khatia: errores (Suras 7:168; 17:31; 40:45; 48:2 47:19)
itada, Junah, dhanb: inmoralidad (Suras 2:190,229; 17:17 33:55)
haram: transgresiones (Suras 5:04; 6:146)
ITHM, dhulam, fujur, su, fasad, Fisk, kufr: la maldad y depravación (suras 2:99, 205, 4:50, 112, 123, 136; 12:79; 38:62; 82:14)
shirk: atribuir un socio a Dios (Sura 4:48)
Uno puede arrepentirse sinceramente a Dios por los pecados cometidos y buscar el perdón, como se dice en el Corán: "¡Señor! Perdónanos nuestros pecados, quite de nosotros nuestras iniquidades, y toma para ti a nuestras almas en compañía de los justos". (Al-Imran.193 / 3.193).
"Oye a mis esclavos que se rebelaron desesperadamente contra sus almas, no de la misericordia de Dios, en verdad Él perdona todos los pecados, ciertamente Él es el Indulgente, el Misericordioso" (al-Zumar)

## Pecado social
Si bien todo pecado es personal, porque es un acto de libertad de un hombre en particular, y no propiamente de un grupo o comunidad, es al mismo tiempo social: "en virtud de una solidaridad humana tan misteriosa e imperceptible como real y concreta, el pecado de cada uno repercute en cierta manera en los demás."  Por ello mismo la Iglesia, cuando habla de situaciones de pecado o denuncia como pecados sociales determinadas situaciones o comportamientos colectivos de grupos sociales más o menos amplios, o hasta de enteras naciones y bloques de naciones, sabe y proclama que estos casos de pecado social son el fruto, la acumulación y la concentración de muchos pecados personales.
Las verdaderas responsabilidades son de las personas» .
Algunos pecados, en particular, constituyen por su objeto mismo una agresión directa al prójimo. Estos pecados se califican como pecados sociales. "Así se considera como social todo pecado cometido contra la justicia en las relaciones entre persona y persona, entre la persona y la comunidad, y entre la comunidad y la persona. 
Es social todo pecado contra los derechos de la persona humana, comenzando por el derecho a la vida, o contra la integridad física de alguien; todo pecado contra la libertad de los demás, especialmente contra la libertad de creer en Dios y adorarlo; todo pecado contra la dignidad y el honor del prójimo. Es social todo pecado contra el bien común y contra sus exigencias, en toda la amplia esfera de los derechos y deberes de los ciudadanos. En fin, es social el pecado que se refiere a las relaciones entre las distintas comunidades humanas." 